# Добыча соли на Кубе
Добыча пищевой соли исторически является одной из значимых отраслей экономики Кубы.

## История
Добыча соли (использовавшейся в качестве пищевой приправы и консерванта) началась вскоре после того, как остров стал колонией Испании, с увеличением численности населения потребность в соли и объёмы её производства постепенно увеличивались.
После победы Кубинской революции 17 мая 1959 года был создан Институт аграрной реформы (одним из структурных подразделений которого был департамент лесного хозяйства и горной промышленности, в ведение которого передали вопросы добычи полезных ископаемых - в том числе, соли). В 1960 году в стране было произведено 64 тыс. тонн пищевой соли. 
23 февраля 1961 года было создано министерство промышленности (в ведение которого передали вопросы добычи полезных ископаемых).
В 1980 году в стране добыли 71 тыс. тонн пищевой соли, в 1985 году - свыше 300 тыс. тонн соли. В 1980е годы в стране начались работы по проектированию и изготовлению оборудования для соляных разработок (среди которых - солеуборочный комбайн, установка для промывки и погрузки соли и др.).
В начале 1990-х годов запасы каменной соли в разведанных месторождениях оценивались как значительные.
17 февраля 2000 года предприятия, занятые добычей и переработкой соли объединили в группу "GEOMINSAL", которая находится в ведении министерства энергетики и горной промышленности Республики Куба.

## Современное состояние
Хотя на Кубе есть несколько месторождений каменной соли (в основном, сосредоточенных вдоль северного побережья острова), пищевая соль добывается в основном из морской воды (основными местами добычи являются участки побережья: Кайманеро в провинции Гуантанамо и Бидос в провинции Матансас).
В целом, объёмы собственного производства полностью удовлетворяют потребление, и Куба осуществляет экспорт пищевой соли.